# Manukan
Manukan é um município de  terceira classe de renda municipal (d) na província Zamboanga do Norte, nas Filipinas. De acordo com o censo de 1 de maio  de  2020 possui uma população de 36 887 pessoas e 8 560 domicílios.